# Mary Ellen Weber
Mary Ellen Weber (Cleveland, Ohio, 1962. augusztus 24. – ) amerikai vegyészmérnök, tudós, űrhajósnő.

## Életpálya
1984-ben a Purdue Egyetemen szerzett vegyészmérnöki oklevelet. 1988-ban az University of California (Berkeley) keretében doktorált (Ph.D.). 2002-ben az MBA Déli Metodista Egyetemen megvédte orvosi diplomáját. Egy szabadalom tulajdonosa. Aktív ejtőernyősként az amerikai Országos Ejtőernyős Bajnokságon 13 ezüst és bronz érmet szerzett. 2002-ben világrekordot felállított legnagyobb szabadesési formáció tagja (300 ejtőernyős részvételével végrehajtott csoportos ugrás).
1992. március 31-től a Lyndon B. Johnson Űrközpontban részesült űrhajóskiképzésben. Az Űrhajózási Hivatal megbízásából a kereskedelmi megrendelések, az űrtechnológiák alkalmazására dolgozott ki hasznosítási tervet. Jogalkotási ügyekben képviselte a NASA igazgatóságát Washingtonban. Két űrszolgálata alatt összesen 18 napot, 18 órát és 30 percet (450 óra) töltött a világűrben. Űrhajós pályafutását 2002 decemberében fejezte be. Kilenc éven keresztül az University of Texas Southwestern Medical Center (Dallas, Texas) alelnöke.

## Űrrepülések
- STS–70, a Discovery űrrepülőgép 21. repülésének küldetésfelelőse. A legénység pályairányba állította a Data Relay Satellite (TDRS), híradástechnikai műholdat. Első űrszolgálata alatt összesen 8 napot, 22 órát és 20 percet (214 óra) töltött a világűrben. 6 000 000 kilométert (3 700 000 mérföldet) repült, 143 alkalommal kerülte meg a Földet.
- STS–101, a Atlantis űrrepülőgép 21. repülésének küldetés specialistája. Harmadik alkalommal kötöttek ki a ISS fedélzetén. Több mint 3000 kilogramm berendezések és kellékeket szállítva. A robotkar kezelésével járult hozzá az eredményes küldetéshez. Második űrszolgálata alatt összesen 9 napot, 20 órát és 10 percet (236 óra) töltött a világűrben. Egy 6 órás űrséta alatt (kutatás, szerelés) különböző munkálatokat végeztek. 6 600 000 kilométert (4 100 000 mérföldet) repült, 155 alkalommal kerülte meg a Földet.